# Чорна Тиса (село)
Чо́рна Ти́са — село в Ясінянській селищній громаді Рахівського району Закарпатської області, що в Україні.
Село розташоване на відстані близько 35 км від районного центру — міста Рахова. Населення згідно з переписом 2001 року становило 2746 чоловік.
Чорна Тиса відома в історичних джерелах ще зі XVII ст. — перша згадка датується 1657 роком. До 1946 року Чорна Тиса була присілком села Ясіня. У Чорній Тисі є свої урочища, які називають періями, а саме: Бегенський, Довжана, Подерей, Марковець, Чорна Багна, Вербехівська Перія.

## Населення
Згідно з переписом УРСР 1989 року чисельність наявного населення села становила 2383 особи, з яких 1118 чоловіків та 1265 жінок.
За переписом населення України 2001 року в селі мешкали 2733 особи.

### Мова
Розподіл населення за рідною мовою за даними перепису 2001 року:
| Мова       | Відсоток |
| ---------- | -------- |
| українська | 99,42 %  |
| російська  | 0,36 %   |
| угорська   | 0,18 %   |
| словацька  | 0,04 %   |

## Пам'ятки природи
- Біля села розташовані: іхтіологічний заказник «Біла та Чорна Тиса», ботанічний заказник «Станіслав», а також пам'ятки природи: «Кедр європейський» та «Андромеда».
- Недалеко від витоків Чорної Тиси стоїть меморіальна колона представника угорського уряду Лайоша Тісса (він був комісаром уряду повіту Сегеду в 1879 році). Він був тут особисто, коли 23 серпня 1882 року брав участь у загальних зборах лісників в Ясіня, як президент національної (угорської) лісової асоціації. Навколо меморіальної колони було посаджено «групу дерев Lajos Tisza».

## Присілки
Бегенський — колишнє селище в Україні, в Закарпатській області.
Обєднане з селом Чорна Тиса рішенням облвиконкому Закарпатської області № 155 від 15.04.1967
Поруч тече струмок Бегенський — лівий доплив Чорної Тиси (басейн Дунаю).
Сьогодні Бегенський це присілок села Чорна Тиса в урочищі-перія Бегенський.
Бегенський відомий в історичних джерелах ще зі XVII ст.
Подерей
Подерей — колишнє селище в Україні, в Закарпатській області.
Обєднане з селом Чорна Тиса рішенням облвиконкому Закарпатської області № 155 від 15.04.1967
Сьогодні Подерей це присілок села Чорна Тиса в урочищі-перія Подерей.
Подерей відомий в історичних джерелах ще зі XVII ст.

## Релігійні об'єкти

### Церква Успіння пр. Богородиці (1836)
У селі, під схилами могутнього гірського хребта Свидовець, звідки бере початок річка Чорна Тиса, стоїть дерев'яна церква середньогуцульського стилю.
Споруда має всі ознаки цього стилю: бічні прибудови, досить велику башту під чотирисхилим шатром з кулястою главкою, трапецієподібний фронтон на головному фасаді, два стовпи, що підтримують піддашшя обабіч входу. Вівтарна частина має п'ятигранну форму і кругле віконце на східній стіні. Церкву збудовано в 1836 р. Напис на одвірку — «Робили Василь Мельничук і Михайло Копилюк 16 мая 1891» — свідчить, можливо, про ремонт церкви. Всі дахи й опасання вкриті бляхою ще з 1920-х років, що зовсім не збагачує зовнішній вигляд споруди. Пізніше бляха з'явилася на стінах між дахами та опасанням, а також на вежі. Всередині церкви є чудового різьблення іконостас і царські двері.
Різьблений з дерева надмогильний хрест нині рідко трапляється на Гуцульщині. На цвинтарі коло церкви добувають віку два чудові дерев'яні хрести.

### Каплиця. XIXст.
Невеличка мурована капличка, що стоїть на початку села, є однією з небагатьох уцілілих старих каплиць.
Збудував її Федір Клочурак, дід відомого провідника національно-визвольного руху Степана Клочурака.
У селі розвивається зелений туризм. Є загальноосвітня школа.

## Відомі люди
- Клочурак Степан — організатор Гуцульської республіки;
- Спасюк Дмитро Васильович — молодший сержант, учасник російсько-української війни. Виявивши мужність і стійкість та вірність військовій присязі, у бою за нашу Батьківщину 7 жовтня 2022 року віддав своє життя.￼